# Florida (Valle del Cauca)
Pour les articles homonymes, voir Florida.
Florida est une municipalité située dans le département de Valle del Cauca, en Colombie.